# Lethrinus mahsena
Lethrinus mahsena és una espècie de peix pertanyent a la família dels letrínids.

## Descripció
- Pot arribar a fer 65 cm de llargària màxima (normalment, en fa 40).
- 10 espines i 9 radis tous a l'aleta dorsal i 3 espines i 8 radis tous a l'anal.
- El cos és de color groc amb tonalitats verdes i blaves (més clar a la zona ventral) i, en general, amb nou o deu franges fosques de color groc-verd o marró.
- El cap és gris violaci, de vegades amb una taca vermella al bescoll.
- La base de l'aleta pectoral presenta una franja vermella, mentre que la base i les puntes de les aletes pèlviques són sovint de color vermell.
- Les membranes de l'aleta dorsal són de color vermell.
- L'aleta anal és de color blanquinós amb les membranes que hi ha entre els radis sovint de color vermell. L'aleta caudal, especialment les puntes, és vermellosa.[5][6]

## Reproducció
És hermafrodita.

## Alimentació
Menja principalment equinoderms (sobretot, eriçons de mar), crustacis i peixos, i, en menor grau, mol·luscs, tunicats, esponges de mar, poliquets i d'altres cucs.

## Hàbitat
És un peix marí, associat als esculls i de clima tropical (28°N-25°S) que viu entre 2 i 100 m de fondària.

## Distribució geogràfica
Es troba des del mar Roig i l'Àfrica oriental fins a Sri Lanka.

## Longevitat
La seua esperança de vida és de 27 anys.

## Observacions
És inofensiu per als humans i a moltes zones del mar Roig és considerat un aliment excel·lent, tot i que en determinades àrees de l'oceà Índic hom diu que té un desagradable gust de corall. Es comercialitza fresc i és consumit rostit o cuit.